# 雲ながるる果てに
『雲ながるる果てに』（くもながるるはてに）は、1953年に重宗プロと新世紀映画が製作し、松竹と北星映画が配給した家城巳代治監督の日本映画。

## 概要
原作は、海軍飛行専修予備学生として出撃して亡くなった青年たちの遺稿集『雲ながるる果てに 戦歿飛行予備学生の手記』である。『花のおもかげ』を松竹で撮った後、レッドパージにより松竹を追放された家城監督の復帰第1作。また、円谷特殊技術研究所がミニチュアを使った航空機などの特撮を担当した。

## スタッフ
- 製作：重宗和伸、伊藤武郎、若山一夫
- 監督：家城巳代治
- 脚本：八木保太郎、家城巳代治、直居欽哉（白鴎遺族会編「雲なかがる果てに」より）
- 撮影：中尾駿一郎、高山彌
- 美術：五所福之助
- 録音：空閑昌敏
- 照明：若月荒夫
- 音楽：芥川也寸志
- 特殊技術：圓谷研究所

## 出演者
以下クレジット順。
- 大瀧中尉：鶴田浩二
- 深見中尉：木村功
- 第一飛行隊長・村山大尉：原保美
- 第五航空艦隊参謀・倉石中佐：岡田英次
- 芸者・富代：利根はる恵
- 秋田の妻・町子：朝霧鏡子
- 瀬川道子：山岡比佐乃
- 深見の母：山田五十鈴
- 松井中尉：高原駿雄
- 笠原中尉：沼田曜一
- 岡村中尉：金子信雄
- 北中尉：清村耕二
- 上島上飛曹：西村晃
- 司令・金子大佐：加藤嘉
- 飛行長・片田中佐：神田隆
- 山本中尉：沼崎勲
- 田中中尉：織本順吉
- 野口中尉：西田昭市
- 梅津栄
- 北原繁
- 椎原邦彦
- 秋田中尉：田中和彦
- 野本昌司
- 石島房太郎
- 三田国夫
- 浅野眞作
- 岸輝子
- 原緋紗子
- 徳永街子
- 田中明夫
- 片山滉
- 戸田春子
- 田中筆子

## あらすじ
1945年（昭和20年）春、九州南端にある特別攻撃隊基地では、命を棄てる覚悟をした若者たちが今生の思い出となるべき日々を過ごしていた。勇ましく死を覚悟しながらも、この世に残すものに対する愛着や未練がかれらを包み込んでしまう。やがて仲間がひとりひとり大空に向って飛び立っていく。